# Cầy mangut sọc hẹp
Cầy cáo sọc hẹp (tên khoa học: Mungotictis decemlineata) là một loài động vật có vú trong họ Eupleridae, bộ Ăn thịt. Loài này được Grandidier mô tả năm 1867.
Loài này sinh sống ở rừng cây rụng lá Tây và Tây Nam Madagascar.

## Mô tả
Cầy mangut sọc hẹp là một động vật ăn thịt nhỏ với bộ lông dày màu nâu xám, hoa râm, và cái đuôi xù, rậm rạp giống như bàn chải. Chúng có tám đến mười hai sọc hẹp, màu nâu đỏ tới nâu sẫm chạy dọc trên lưng và theo hai bên của cơ thể, từ vai đến gốc đuôi. Phần dưới có màu be nhạt hơn, và có màu cam xung quanh chân. Màu đuôi tương tự như màu trên cơ thể, nhưng có thể là màu xám, và lốm đốm với các màu đậm và nhạt xen kẽ. Mõm tương đối nhọn và tai tròn khá nổi bật. Chân khá nhỏ, và các ngón chân và móng vuốt hơi dài, gan bàn chân không có lông.
Hai phân loài cầy mangut sọc hẹp được công nhận, với phân loài Mungotictis decemlineata lineata sẫm màu hơn, với một cái đuôi nhạt màu và sọc rõ rệt hơn, so với phân loài Mungotictis decemlineata decemlineata.
Cầy mangut sọc hẹp có chiều dài 250–350 mm từ mũi đến gốc đuôi, và chiều dài đuôi thay đổi từ 230–270 mm. Chúng cân nặng khoảng 600-800 g.

## Lối sống
Cầy mangut sọc hẹp là loài hoạt động ban ngày, ăn chủ yếu là côn trùng, đặc biệt là ấu trùng, mà nó có thể đào lên hoặc khai quật từ gỗmục nát. Trong mùa mưa, chế độ ăn uống đa dạng hơn, và bao gồm các loài động vật có vú nhỏ, bò sát, trứng chim, sâu, ốc, và động vật không xương sống khác. Để đập vỡ mở một quả trứng hoặc vỏ ốc, Cầy mangut sọc hẹp có thể nằm nghiêng, giữ các đối tượng với tất cả bốn chân, trước khi ném nó cho đến khi nó bị vỡ. Con mồi lớn hơn, chẳng hạn như loài vượn cáo nhỏ, có thể được săn bắt theo bầy. Cầy mangut sọc hẹp sống cả trên cây và trên mặt đất, và có thể qua đêm trong hốc cây trong mùa hè hoặc trong hang vào mùa đông khô. Nó cũng bơi lội giỏi.
Cầy mangut sọc hẹp là một loài xã hội, thường được tìm thấy trong các nhóm gia đình từ sáu đến tám cá thể, bao gồm cả con đực trưởng thành, con cái trưởng thành, các con non và sắp trưởng thành. các thành viên trong nhóm giao tiếp bằng cách sử dụng một loạt âm thanh ngắn, lặp đi lặp lại. Trong mùa đông, chúng có thể chia thành các nhóm nhỏ hơn, trong đó bao gồm một cặp tạm thời, nhóm gia đình mẫu hệ, nhóm toàn con đực, và con đực đơn độc. Nếu phát sinh tranh chấp, cái đuôi rậm lông có thể dựng đứng lên để đe dọa.
Giao phối diễn ra giữa tháng 12 và tháng Tư, với các con mẹ sinh ra một đứa con duy nhất sau khi mang thai từ 90 đến 105 ngày. Con non cân nặng 50 g khi sinh và cai sữa lúc hai tháng tuổi, nhưng có thể ở lại với con mẹ cho đến hai năm sau khi đạt tới tuổi trưởng thành sinh dục. Tuổi thọ của loài này lên đến 12 năm.

## Phân bố
Cầy mangut sọc hẹp có phân bố hạn chế trong vùng phía tây Madagascar, ở các khu rừng khô với độ cao 125 m so với mực nước biển. Chúng tương đối phổ biến tại khu vực phân bố. Phân loài M. d. decemlineata sống ở rừng khô rụng lá, trong khi M. d. lineata được cho là sinh sống ở rừng gai phía nam khu vực phân bố của chúng.

## Hình ảnh

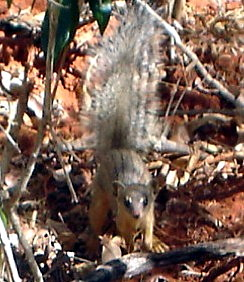
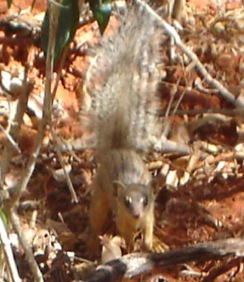